# Stanislav Vovk
Stanislav Vovk (nacido el 19 de febrero de 1991) es un extenista profesional ruso, retirado en 2015.

## Carrera
Su mejor ranking individual fue el N.º 357 alcanzado el 7 de julio de 2014, mientras que en dobles logró la posición 387 el 22 de agosto de 2011.
No logró  ningún título de la categoría ATP ni de la ATP Challenger Tour, aunque sí ha obtuvo varios títulos Futures tanto en individuales como en dobles.